# Develin Peak
Develin Peak är en bergstopp i Kanada.   Den ligger i provinsen British Columbia, i den centrala delen av landet, 3 600 km väster om huvudstaden Ottawa. Toppen på Develin Peak är 2 759 meter över havet.
Terrängen runt Develin Peak är varierad.Trakten runt Develin Peak är nära nog obefolkad, med mindre än två invånare per kvadratkilometer.. Det finns inga samhällen i närheten. 
Trakten runt Develin Peak består i huvudsak av gräsmarker.